# Cynodontium riparium
Cynodontium riparium là một loài rêu trong họ Dicranaceae. Loài này được H. Lindb. G. Roth mô tả khoa học đầu tiên năm 1904.